# 県庁前交差点 (沖縄県)

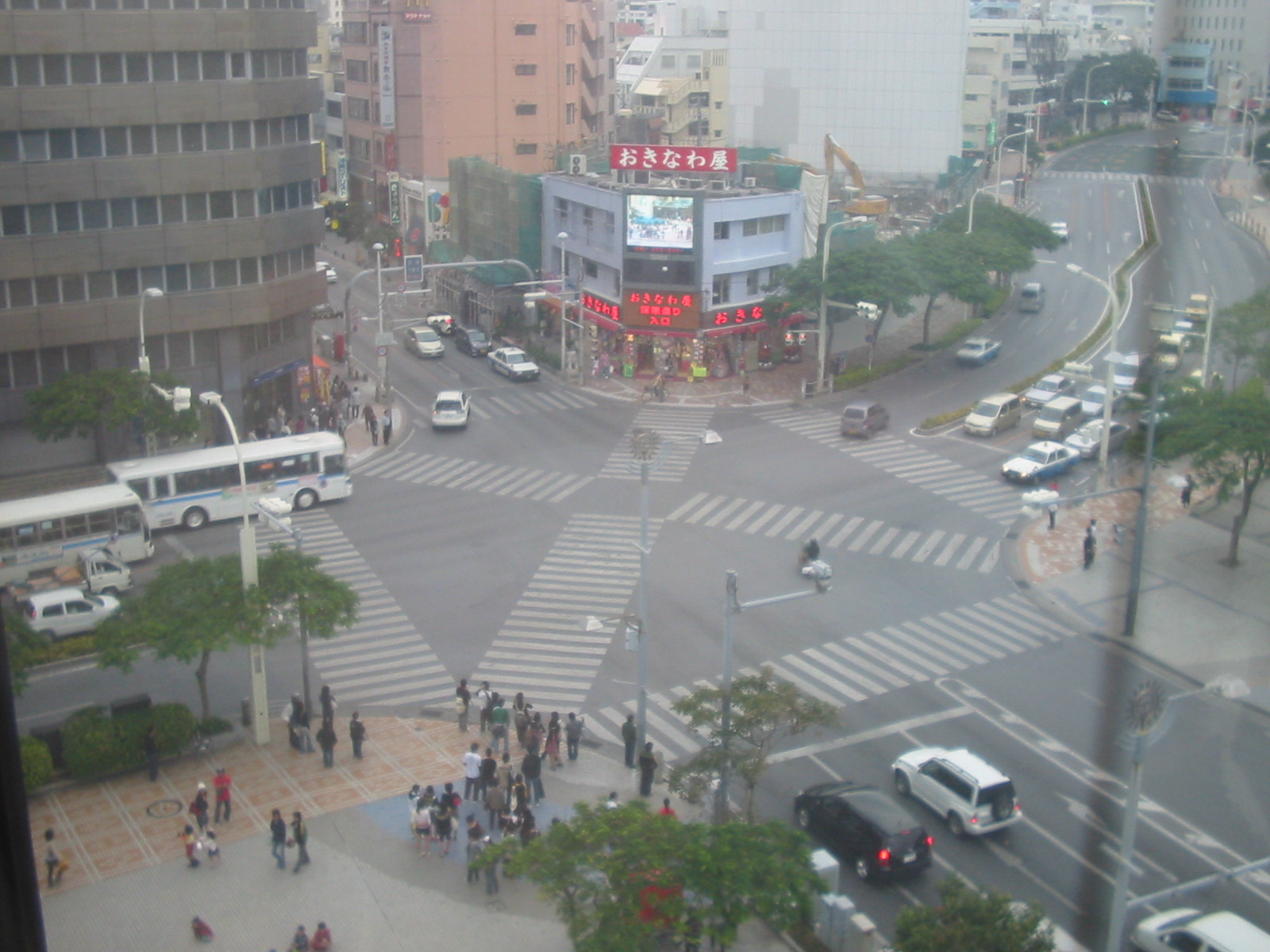
県庁前交差点

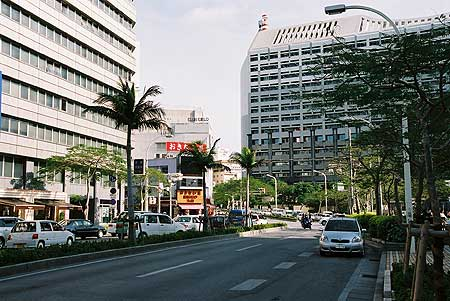
県庁前交差点（県道42号線、久茂地方面より）

県庁前交差点（けんちょうまえこうさてん）は沖縄県那覇市久茂地にある交差点。パレットくもじ前交差点または県庁北口交差点とよぶ場合もある。

## 概要
1988年までは南西角に那覇警察署があったことから那覇署前交差点と呼ばれ、同署が与儀交差点へ移転した後も1990年まで旧那覇署前交差点と呼ばれていたが、翌年1991年に久茂地再開発事業としてパレットくもじが完成したのを機にようやく名称を変更した。
1980年代までは交差点のそばに県警本部と那覇署が並んでいたりなど周辺には古い建物が多く、交差点には歩道橋も設置されたが、1990年代に入り現在の県庁舎とパレットくもじの完成で大きく一変した。パレットくもじ前の県道は4車線に拡幅され、向かいにあった県警本部と那覇署は移転し代わって県議会棟がおかれた。そして歩道橋は撤去されスクランブル交差点となり、沖縄県で人通りの多い交差点に生まれ変わった。街頭のキャンペーン活動や選挙等の演説も行うようになり、国際通りの入口にふさわしいシンボル的な存在となった。那覇市の主要交差点のひとつであることから渋滞も目立ち、那覇市内や沖縄本島中部・名護市方面の路線バスの大半が当交差点を通過し、交差点角にバス停が置かれている。2003年には沖縄都市モノレール線が開業し、パレットくもじそばに県庁前駅が設置された。現在は南東角の再開発が進んでいる。
東方面の国際通りは平日17:30～19:00がバス専用道路（バスレーン）規制が行われているためバス・タクシー・緊急車両以外の車両の通行が禁止されている（二輪車は対象外）。また毎週日曜12:00～18:00はトランジットマイル（歩行者天国）が行われており、すべて車両の乗り入れ禁止されている（那覇バスの10番・牧志新都心線のみ対象外、その他の路線バスは国道58号や久茂地川沿いの道路などに迂回される）。また交差点地下には県営の駐車場があるが、国道58号方面から県庁南口方面のみは地下道を通過して通り抜けも可能。

## 交差道路
- 沖縄県道39号線（東西方面、東方面が国際通り）
- 沖縄県道42号線（南北方面）
- 沖縄県道221号那覇内環状線（県道42号と重複[注釈 2]）

## 各方面の主な目的地
- 北行き（県道42号御成橋通り）：国道58号（久茂地交差点）・県庁前駅
- 南行き（県道42号県庁前通り）：沖縄県庁・沖縄県警察本部
- 東行き（県道39号国際通り）：那覇新都心・安里
- 西行き（県道39号）：那覇バスターミナル・那覇市役所・沖縄県議会

## 周辺施設
- 沖縄県庁
  - 沖縄県議会
- 沖縄県警察本部
  - 那覇警察署県庁前交番
- パレットくもじ
  - リウボウ
  - 美栄橋郵便局
- 県庁前駅
- みずほ銀行那覇支店（沖縄県で唯一の都市銀行）
- 沖縄銀行本店
- 那覇市役所
- わしたショップ本店